# イフラントの指輪
イフラントの指輪（イフラントのゆびわ）またはイフラント・リング (Iffland-Ring) は、ドイツの俳優であるアウグスト・ヴィルヘルム・イフラント（August Wilhelm Iffland, 1759年 - 1818年）の肖像をあしらい、その周囲にダイヤモンドを散りばめた指輪である。本項では以下、単に「指輪」と称する。
この指輪は、ドイツ語圏で最も優れた俳優に代々受け継がせるためにイフラントが作らせたものとされており、受け継いだ人物は生涯にわたってこれを保持し、死去とともに次の人物に継承することになっている。2019年現在の指輪の保持者はドイツ人俳優のイェンス・ハルツァー (Jens Harzer) である。

## 概要
指輪の名前の由来となっているイフラントは、マンハイムの国民劇場におけるフリードリヒ・フォン・シラー作『群盗』初演でフランツ・モーア役を演じた俳優で、劇作家・演出家としても活躍した。
指輪の継承については、現に保持している人物が次に受け継ぐべき人物を決めておくこととされている。唯一の例外は、1952年死去のアルベルト・バッサーマンの後、バッサーマンの意思ではなく、ドイツ語圏俳優組合 (Der Kartellverband deutschsprachiger Bühnenangehöriger) の合議によりヴェルナー・クラウスが後継者となった時である。バッサーマンは3度にわたって後継者を選んでいたが、3度とも選ばれた人物がすぐに死去していた。
1954年より、指輪はオーストリア共和国の国家資産となっている。

## 来歴

### 起源
この指輪の起源については謎に包まれており、現在残っている指輪はおそらく7つで組になっていたうちの最も貴重な1つであろうと考えられている。この7つのうち、現在のものおよびやや価値の下がるものの2つだけが散逸を免れたようであるが、後者は1950年代までは個人の所有物として残っていたものの、それも今では存在が確認できなくなっている。
イフラントは当時のドイツを代表する俳優であり、ロマン主義に影響されて指輪を製作し、これをドイツ語圏で随一の俳優に代々受け継がせようとした。イフラントが指輪を作ったのは、ゴットホルト・エフライム・レッシング作の戯曲『賢者ナータン』にヒントを得たためであろうと推測されている。

### ルートヴィヒ・デフリエント
指輪がどこで、いつイフラントからルートヴィヒ・デフリエントに渡ったのかはよく分かっていない。アルベルト・バッサーマンによれば、イフラントは1814年にブレスラウでのデフリエントの舞台を観て、指輪を彼に渡したとされている。この直後の1814年9月、イフラントはベルリンにて死去した。
デフリエントはE.T.A.ホフマンの親友であり、1922年にホフマンが亡くなったことを最後まで乗り越えることができなかったといわれる。またデフリエントはドイツ歴代の俳優の中で最も才能に恵まれたうちのひとりであったが、同時に酒飲みでもあった。彼は『リア王』を演じている舞台上で倒れ、1832年12月29日に亡くなった。彼が選んだ指輪の後継者は、甥のエーミール・デフリエントであった。

### エーミール・デフリエント、テオドール・デーリング
この時代の指輪の歴史については多くが失われている。エーミール・デフリエントおよびその後継者となったテオドール・デーリングは、優れた俳優ではあったが当時のベルリンにおいて特にずば抜けていたというわけでもなかった。

### フリードリヒ・ハーゼ
フリードリヒ・ハーゼ以降においては、指輪の歴史はよく伝えられている。
ハーゼは、当時プロイセン王国の王太子だったフリードリヒ・ヴィルヘルムに仕えた召使の息子としてベルリンに生まれた。実はホーエンツォレルン家の血を引いているのではないかという噂もあり、これをハーゼは有利に用いたといわれる。
初期はポツダムやヴァイマルで修業したのち、プラハに移り、ここで一定の成功を得た。やがてカールスルーエ、ミュンヘン、フランクフルト・アム・マインやサンクトペテルブルク、ニューヨークでも舞台を踏むなどキャリアを重ね、最も成功したドイツの俳優のひとりとなった。
デーリングとハーゼの両名は、実際に指輪を着用しているところを目撃されたことはないため、この指輪、およびそれにまつわる歴史一切は、実はハーゼの創作によるものではないかという説がある。実際のところ、指輪の歴史のうち現代において判明している分は、ハーゼより始まっている。指輪が保管されていたケースの中から発見されたメモの内容は、この説とは相違するが、これは簡単に説明がつくものである。何より、ハーゼが残している記録には、デーリングの未亡人から指輪を受け取ったのが1875年とされており、デーリングが亡くなったのは1878年であるという事実と矛盾する。
ハーゼは1911年に死去し、指輪をアルベルト・バッサーマンに遺した。この時、ハーゼはバッサーマン宛の書簡も指輪に添えている。1908年のクリスマスにベルリンで書かれているこの書簡では、お互いによく知り合うことができなかったことへの悔恨の念が綴られている。またここでは指輪の由来についても述べられており、将来指輪の歴史を追究するにおいて、この書簡が主たる情報源となるであろうことが記されている。

### アルベルト・バッサーマン
バッサーマン自身は一度も指輪をその指にはめたことがなかった。彼は生涯のうちに3人の後継者を指名していたが、その3人よりも長生きすることとなった。
バッサーマンは、最初に後継者として選んだアレクサンダー・ギラルディ (Alexander Girardi) に先立たれ、続いて2人目に選んでいたマックス・パレンベルク (Max Pallenberg) も彼より先に亡くなった。3人目のアレクサンダー・モイッシ (Alexander Moissi) が世を去った際、バッサーマンはモイッシの棺の上に指輪を置き、モイッシとともに火葬してしまおうとした。これを、ブルク劇場の総監督だったヘルマン・レベリング (Hermann Röbbeling) が制止し、「指輪は生ける俳優のものである、死せる俳優のものではない」と諭した。しかし、バッサーマンは指輪が呪われているのだと考え、4人目の後継者を選ぶのを恐れた。
この一件以降、指輪はウィーンのオーストリア国立図書館に寄託され、ほとんど忘れられたままここに眠っていた。1946年、バッサーマンがウィーンを訪れた際、オーストリア劇場連盟の代表であるエゴン・ヒルベルト (Egon Hilbert) が2度にわたってバッサーマンと会見した。バッサーマンは指輪を再び受け取ることを拒否し、2度目の会見では「指輪はヒルベルトが好きなようにすればよい」と宣言した。
バッサーマンが1952年に亡くなったのち、ヒルベルトはヴェルナー・クラウスに指輪を受け継ぐよう求めたが、クラウスはこれをいったん拒否した。

### ヴェルナー・クラウス
指輪の保持者がいないという状態が2年続いた後の1954年10月、ドイツ語圏俳優組合の臨時総会が開かれ、指輪はクラウスに与えられることが正式に決定された。指輪は当時ヒルベルトの個人所有になっていたこともあって、この決定については反対意見もあり、とりわけスイスの俳優組合からは猛抗議があったが、結果的にクラウスは決定を受け入れた。この際、保持者が空席になる状況が繰り返されるのを防ぐための規定（後述）が定められ、以降の指輪の保持者は必ず後継者を決めておくことが求められるようになった。
クラウスは1954年11月28日に指輪を受領し、代わりに12月12日、彼が選んだ後継者を記した封書をオーストリア劇場連盟に渡した。
ルードヴィヒ・デフリエントと同じく、クラウスも『リア王』を演じている最中に倒れ、1959年10月20日に死去した。指輪は彼が1954年に後継者に定めていたヨーゼフ・マインラートに受け継がれた。しかし、のちにクラウスの未亡人は、彼は本来アルマ・ザイドラー (Alma Seidler) に指輪を託したかったが、指輪の保持者は男性に限るという伝統に阻まれて叶わなかったということを明らかにしている。これがきっかけで、のちにこの指輪の女性版ともいうべき「アルマ・ザイドラー・リング」が創設された。詳細は後述。

### ヨーゼフ・マインラート
マインラートが最初に選んでいた後継者ははっきりしていないが、彼は1984年に決断を変更している。1996年にマインラートが死去した際は、どのオーストリア人俳優が指輪を継承するのかという噂で持ち切りであった。しかしながら、ブルク劇場の多くの俳優にとって落胆すべきことに、指輪はスイスへ渡ることになった。マインラートが最終的に決定した後継者はブルーノ・ガンツであった。

### ブルーノ・ガンツ
ガンツは1996年冬に、ブルク劇場にて指輪を受領し、喝采をもって迎えられた。指輪の保持者となったことについて「指輪のおかげで強くなれた。それまでのように迷ったり落ち込んだりすることがなくなった」とその影響を語った。ガンツは後年のインタビューで、後継者に史上初めて女性を指名する可能性も示唆したが、その後ドイツ人俳優のゲルト・フォス (Gert Voss) を後継者に決定した。しかし、フォスはガンツに先立って2014年に亡くなったため、指輪がフォスに渡ることはなかった。

### イェンス・ハルツァー
ガンツが2019年2月に亡くなった後、葬儀が執り行われた翌日にガンツが遺した封書が開封され、彼が最終的に選んでいた後継者が判明した。同年3月22日、オーストリア文化相のゲルノート・ブリューメルにより、ハルツァーがガンツの後継者となることが発表された。

## 歴代保持者
| 名前                                                        | 生年           | 没年           | 期間              | 国籍                    |
| アウグスト・ヴィルヘルム・イフラント August Wilhelm Iffland | 1759年4月19日  | 1818年9月22日  | - 1814年          | プロイセン王国          |
| ルートヴィヒ・デフリエント Ludwig Devrient                  | 1784年12月15日 | 1832年12月30日 | 1814年 - 1832年   | プロイセン王国          |
| エーミール・デフリエント Emil Devrient                      | 1803年9月4日   | 1872年8月7日   | 1832年 - 1872年   | ザクセン／ ドイツ       |
| テオドール・デーリング Theodor Döring                       | 1803年1月9日   | 1878年8月17日  | 1872年 - 1878年   | プロイセン王国／ ドイツ |
| フリードリヒ・ハーゼ Friedrich Haase                        | 1827年11月1日  | 1911年3月17日  | 1878年 - 1911年   | プロイセン王国／ ドイツ |
| アルベルト・バッサーマン Albert Bassermann                  | 1867年9月7日   | 1952年5月15日  | 1911年 - 1935年 1 | ドイツ                  |
| 該当者なし                                                  | 該当者なし     | 該当者なし     | 1935年 - 1954年   | -                       |
| ヴェルナー・クラウス Werner Krauß                           | 1884年6月23日  | 1959年10月20日 | 1954年 - 1959年   | ドイツ／ オーストリア   |
| ヨーゼフ・マインラート Josef Meinrad                        | 1913年4月21日  | 1996年2月18日  | 1959年 - 1996年   | オーストリア            |
| ブルーノ・ガンツ Bruno Ganz                                 | 1941年3月22日  | 2019年2月16日  | 1996年 - 2019年   | スイス                  |
| イェンス・ハルツァー Jens Harzer                            | 1972年3月14日  | -              | 2019年 -          | ドイツ                  |

- 1 アルベルト・バッサーマンは1952年に死去するまで指輪の保持者とみなされていたが、実際には1935年より後は指輪を所有していなかった。

## 関連規定
1954年、指輪の取り扱いに関して以下の3つの規定が定められた。
- 指輪の保持者は、前保持者より指輪を受け継いでから3か月以内に、次の保持者となるべき人物を書面にて定めておかなければならない。
- もし後継者が決まっていない、または後継者を定めた文書が失われた場合は、オーストリア劇場連盟 (Bundestheaterverwaltung) が、後継者を決定するための会議を組織する。
- 指輪は、オーストリア共和国の国有資産とする。ただし、次の保持者となる人物の選定は、現保持者の個人的裁定に委ねる。

## アルマ・ザイドラー・リング
アルマ・ザイドラー・リング (Alma-Seidler-Ring) は、伝統的に男性俳優のみが受け継いできた「イフラントの指輪」の女優版として1978年にオーストリア連邦政府によって創設された指輪である。イフラントの指輪同様に、アルマ・ザイドラー・リングもドイツ語圏で活動する舞台女優を対象として、その中で最も高名な者に代々受け継がれていくことになっている。名称は、オーストリア出身でブルク劇場で活躍した女優アルマ・ザイドラー（1899年 - 1977年）にちなんだものである。
歴代の保持者は以下の通り。
- 1979年 - 2000年：パウラ・ヴェセリー (Paula Wessely)
- 2000年 - 2014年：アンネマリー・デューリンガー (Annemarie Düringer)
- 2014年 - 現在：レギーナ・フリッチュ (Regina Fritsch)